# Chak Imam Ali
Chak Imam Ali é uma vila no distrito de Allahabad, no estado indiano de Uttar Pradesh.

## Demografia
Segundo o censo de 2001, Chak Imam Ali tinha uma população de 4124 habitantes. Os indivíduos do sexo masculino constituem 54% da população e os do sexo feminino 46%. Chak Imam Ali tem uma taxa de literacia de 82%, superior à média nacional de 59.5%; a literacia no sexo masculino é de 87% e no sexo feminino é de 76%. 9% da população está abaixo dos 6 anos de idade.